# Jeffrey Mace
Jeffrey Solomon "Jeff" Mace, noto anche come Patriota (Patriot) o Capitan America, è un personaggio dei fumetti creato da Raymond Gill (testi) e Bill Everett (disegni), pubblicato dalla Timely Comics (in seguito Marvel Comics). La sua prima apparizione avviene in The Human Torch (vol. 1) n. 4 (primavera 1941).
Supereroe patriottico della Golden Age, Jeffrey Mace ha combattuto la seconda guerra mondiale nei panni del Patriota, decidendo poi di onorare la memoria del disperso Capitan America diventando il terzo individuo a vestirne i panni dopo William Naslund. Una volta ritiratosi, viene succeduto dal Gran Direttore e sposato la sua ex-spalla Golden Girl divenendo lo zio di Thunderbolt Ross.

## Storia editoriale
Esordito nel periodo definito "Golden Age dei fumetti" su The Human Torch n. 4, datato primavera 1941 ed erroneamente numerato 3, il Patriota è apparso in due delle storie pubblicate sull'albo, entrambe scritte da Raymond Gill, una di due pagine illustrata da Bill Everett e l'altra di dieci disegnata da George Mandel. Il personaggio è in seguito apparso in un'altra storia di dieci pagine scritta da Gill e disegnata da Sid Greene nel successivo numero della testata, il primo dei due numerati 5, divenuto noto tra i collezionisti come The Human Torch n. 5[a] e pubblicato nell'estate del 1941. Il Patriota ottiene dunque una propria serie regolare su Marvel Mystery Comics, dal numero 21 al 44 (luglio 1941-giugno 1943) e dal 49 al 74 (novembre 1943-luglio 1946), nonché in Captain America 128 Pages (gennaio 1942), diventando uno dei personaggi più popolari e duraturi della Timely Comics assieme a Capitan America, la Torcia Umana originale e Namor.
Nel 1964, quando la Marvel riporta "in vita" il personaggio di Capitan America, spiegando che l'eroe è stato dichiarato disperso rimanendo in animazione sospesa dal 1945, per giustificare le storie pubblicate da Timely e Atlas successivamente a tale data, è stato spiegato tramite retcon che altri individui hanno indossato il costume a stelle e strisce dopo la presunta scomparsa di Steve Rogers, e che Jeffrey Mace è stato il terzo Capitan America, protagonista delle storie pubblicate sui numeri da 58 a 75 di Captain America Comics e di altri fumetti distribuiti tra il settembre 1946 e il febbraio 1950. Durante la Silver Age, sul numero 16 del secondo volume di Marvel Super-Heroes (settembre 1968) viene inoltre ristampata una storia con protagonista il personaggio originariamente edita su Marvel Mystery Comics n. 29 (marzo 1942).
Jeffrey Mace ricompare nei panni del Patriota in alcune storie degli anni settanta ambientate durante il periodo della seconda guerra mondiale, mentre il suo esordio nell'epoca moderna avviene nei numeri 5 e 6 di The Invaders (marzo-maggio 1976) e nel 29 e 30 di Marvel Premiere (aprile-giugno 1976), dove diventa membro della Legione della Libertà, gruppo che in seguito compare in un team-up con la Cosa in Marvel Two-in-One n. 20 (ottobre 1976) e nel primo Marvel Two-in-One Annual (giugno 1976).
Mace appare in un cameo su Captain America n. 215, del novembre 1977, ed è in seguito co-protagonista del 6° annual di Capitan America (novembre 1982), dove viene narrata la sua ultima avventura al fianco di Steve Rogers; nel numero 285 di Captain America (settembre 1983) il personaggio muore di cancro, facendo poi alcune apparizioni postume nel tredicesimo annual di Capitan America (settembre 1994) e in All Winners Squad 70th Anniversary Special (ottobre 2009).
Tra novembre 2010 e febbraio 2011 è protagonista della miniserie Captain America: Patriot, che rinarra le sue origini.

## Biografia del personaggio

### Patriota
Nato nei primi anni dieci a Brooklyn, New York, e cresciuto a Yancy Street, Jeff Mace diviene un giornalista del Daily Bugle e, allo scoppio della seconda guerra mondiale, spinto dal fervente patriottismo ed ispirato dall'esempio di Capitan America, decide di crearsi il proprio alter-ego mascherato, il Patriota, per combattere le spie e i sabotatori delle forze dell'Asse presenti sul territorio americano.
Nel momento in cui il Teschio Rosso cattura gli Invasori per portarli dalla sua parte grazie al lavaggio del cervello, Bucky forma un gruppo chiamato la Legione della Libertà, in modo da salvare i suoi compagni; il Patriota diviene il leader della squadra che, anche dopo avere liberato gli Invasori dal controllo mentale del Teschio, continua l'attività sul suolo americano.
Nel 1945, il Patriota accompagna Capitan America e lo Spirito del '76 in Russia, dove affiancano un eroe sovietico, il primo Guardiano Rosso; dopo aver compiuto numerose altre imprese, spesso assistito dalla collega Mary Morgan, che dopo avere acquisito alcuni superpoteri per un breve periodo veste i panni di Miss Patriot, il Patriota riesce a salvare la vita al Presidente Franklin D. Roosevelt e a soccorrere la Torcia Umana originale, Toro e il professor Horton da Adam II.

### Capitan America III
Proseguite le sue avventure come Patriota anche dopo la fine della guerra, nel 1946, quando il secondo Capitan America rimane ucciso salvando la vita del giovane senatore John Fitzgerald Kennedy, in suo onore Jeff decide di assumerne l'identità, diventando così il terzo uomo a vestire i panni dello Scudiero a stelle e strisce. Come terzo Capitan America viene inizialmente affiancato dal secondo Bucky, Fred Davis, partner del defunto Naslund, e si unisce all'All-Winners Squad tuttavia, nel 1948, Davis viene costretto a ritirarsi a causa di alcune ferite e Capitan America inizia a venire affiancato da Betsy Ross, la supereroina nota come Golden Girl. Nel 1950, sia Jeff che Betsy abbandonarono i panni di supereroi e si sposano stabilendosi nel quartiere newyorkese di Glendale, dove l'uomo apre un proprio giornale indipendente.
Diversi anni dopo, scoperto di avere il cancro, Jeff veste ancora una volta i panni di Capitan America, grazie ad un essere cosmico chiamato Contemplator che, servendosi dei suoi enormi poteri, convoca dalle diverse epoche tutti gli uomini che nel tempo hanno assunto l'identità dell'eroe a stelle e strisce (Steve Rogers, il suo sostituto degli anni cinquanta e William Naslund), per sconfiggere ancora una volta il reddivivo Adam II. Jeff Mace muore a causa della sua malattia, e viene sepolto nel Cimitero nazionale di Arlington, in Virginia, proprio accanto a William Naslund, trascorrendo gli ultimi istanti di vita assieme al suo idolo: il vero Capitan America, corso al suo capezzale.
Nei primi anni 2000, lo sceneggiatore Ed Brubaker cita Mace nella prima saga di Captain America (vol. 5), Fuori dal tempo; Steve Rogers scopre che qualcuno (il magnate russo Aleksander Lukin) ha fatto rovinare le lapidi di Jeffrey Mace e William Naslund; il Capitano spiega ad un giovane ufficiale di stanza ad Arlington chi erano davvero e cosa avevano fatto.

## Poteri e abilità
Jeffrey Mace non ha alcun superpotere, tuttavia è un abile stratega, un atleta dotato di agilità eccezionale, un esperto nel combattimento corpo a corpo ed un abile pilota. Nei panni di terzo Capitan America, Jeff utilizza una copia in acciaio dello scudo del supereroe.

## Altri media
Jeffrey Mace, interpretato da Jason O'Mara, compare nella serie televisiva Agents of S.H.I.E.L.D., dove è il sostituto di Phil Coulson alla carica di direttore dello S.H.I.E.L.D. nonché superumano che ha assunto uno speciale siero che gli ha donato una superforza; incaricato di restaurare la fiducia dell'opinione pubblica dopo che Captain America e diversi Avengers sono stati dichiarati fuorilegge a causa degli Accordi di Sokovia.